# ルネ・ベルブノワ
ルネ・ベルブノワ（René Belbenoit、1899年4月4日 - 1959年2月25日）は、フランスの作家・ジャーナリスト。『乾いたギロチン』の著者として知られる。

### 仏誌

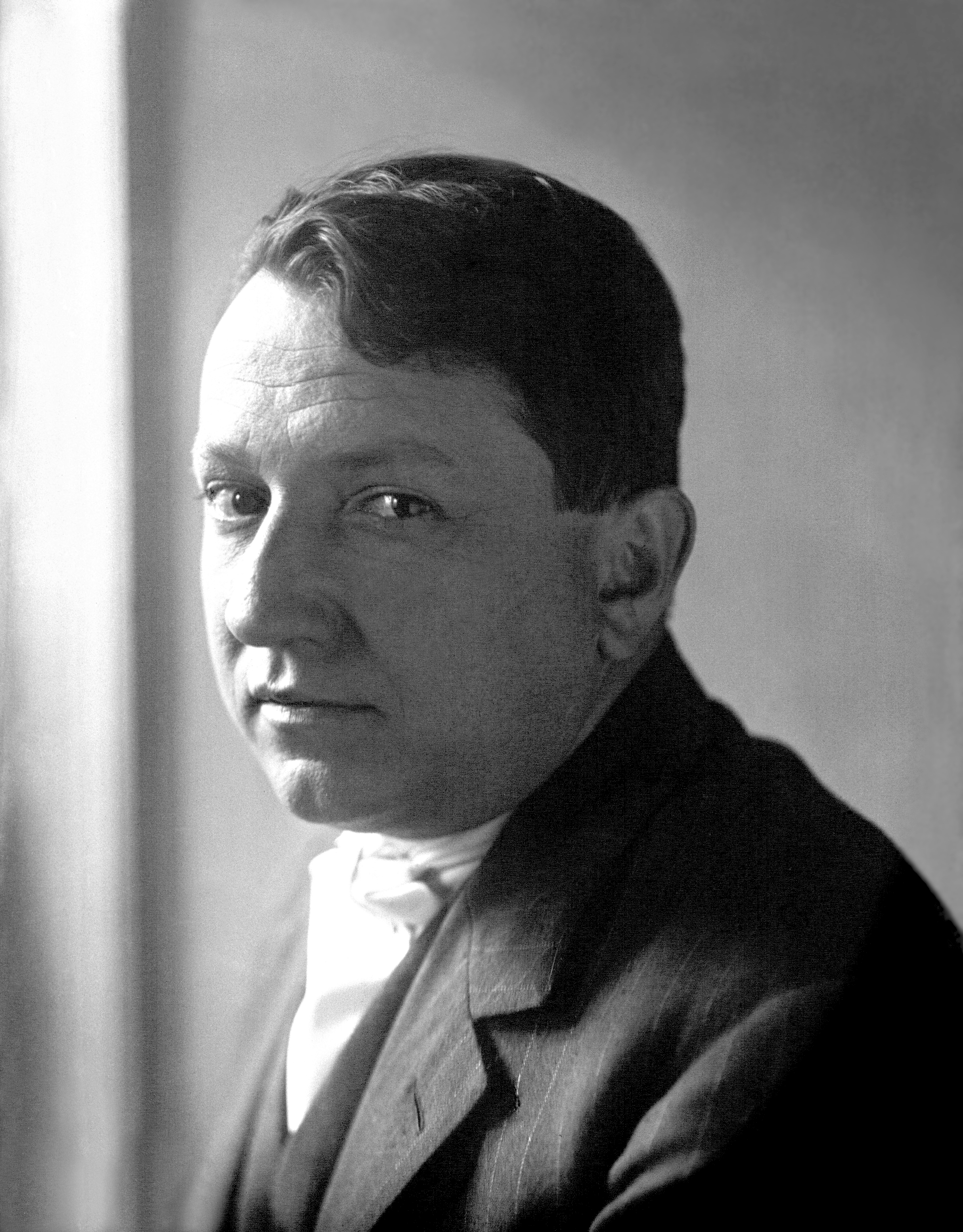
フランシス・カルコ（1886~1958）

## 生い立ち
出典：
ルネ・ベルブノワはパリで生まれた。生後三ヶ月のとき、母は家を出てロシアに行ってしまい、父は機関車の車掌として多忙だったため、祖父母に預けられた。十二歳の頃に祖父母が亡くなると、親戚のおじがピガールで経営していた有名なキャバレー「ル・ラ・モール」（日本語:「死んだ鼠」）で働き始めた。そこに出入りする客は大金持ちばかりで（ミスタンゲットもいた）、湯水のように金を使い贅沢を尽くす彼らの姿は幼いベルブノワにとって大変衝撃的だった。ある日、客たちから賭け金を競馬場まで届けるよう頼まれたが、それをそのままくすねてしまった。そのことがのちに発覚すると、おじから店を追い出され、父からも勘当されてしまった。

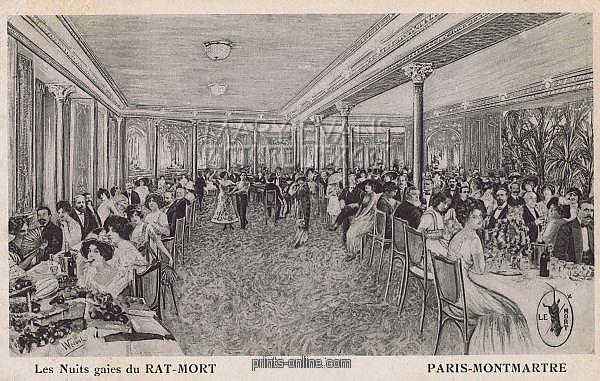
1900年代初期、「ル・ラ・モール」の店内

1914年から1916年にはギャラリー・ラファイエットで働いた（とベルブノワは1922年の裁判で述べているが、実際にはそのような記録はなかった。1937年に行われた取材では、第一次世界大戦に参加する前はジャーナリストだったと語っている）。
1917年、アメリカ行きの船で給仕として働いた。フランスに帰国後、軍隊に志願し三年間従軍したが（最終階級は軍曹。四度勲章を受け、二度負傷した）、マラリアに感染しフランスへ送還された。入院先の病院である看護婦と恋に落ち、彼女と結婚するため仕事を探し始めた。

### 犯行
出典：
1916年に窃盗を犯し、同年11月にタラスコンの軽罪裁判所に出頭するが、弁識能力がないと判断され無罪判決を受け、家族のもとへ返された。
1917年3月、背任罪によりセーヌ県の裁判所から行刑コロニーに成人年齢まで収容されることを言い渡されたが、ベルブノワは一度もそこにいなかった。1918年、セーヌ県の裁判所は再びベルブノワを行刑コロニーに成人年齢まで収容することを宣告した。
1921年4月、ブザンソンにある駅のレストランで酒庫係として働き始めるが、翌月に30フランが入った財布、同僚の500フラン、店主のオートバイを盗み去った。同年6月、盗んだ金をすべて使い果たすと、ナントで召使として働き始めるが、8日後に家主の宝石を盗み去った。翌月にはトゥールにある寄宿舎で盗みを犯し去った。
1921年8月20日、共犯のベゲ（Bégaix)とディジョンに到着。現地の職業紹介所を通じてベルブノワはレストランの店員に、ベゲはカフェの店員に採用された。8月24日午前、ベゲは勤務先の同僚の寝室を物色したが、金庫を見つけれらず銀時計を盗むにとどまった。同日の午後5時頃、ベルブノワは勤務先のレジから約2800フランを盗み、ベゲと合流して鉄道でパリに戻った。その後、ベゲに分け前として、旅費分に加えて盗んだ金のうち150フランを与えた。犯行後、ベルブノワは自身が勤務していたレストランの店主宛てに皮肉を込めた感謝の手紙を送った。これにより警察はベルブノワの居場所を突き止め、数日後逮捕に至った。
1922年5月、ベルブノワ（当時二十三歳、ホームレスだった）が終審で重罪院から言い渡されたのは、フランス領ギアナ流刑地での強制労働八年と居住制限十年だった。当時の法律では、ギアナでの強制労働八年以上を言い渡された囚人は刑期を終えた後も「免囚」として残りの人生をフランス領ギアナで送らなければならなかった（この刑法は「折返し」と呼ばれていた）。ベゲが言い渡されたのは、国内での懲役五年と十年の居住制限だった。
1923年6月、ほかの何百人の囚人たちと輸送船ラ・マルティニエール号に乗せられ、流刑地へ向かった。 船の中は過密状態で囚人たちはまともに身動きが取れず、規則違反を犯した者は一日中狭い監房に閉じ込められた。

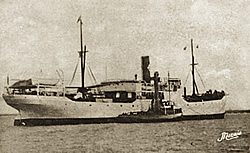
ラ・マルティニエール号

## 流刑地での生活

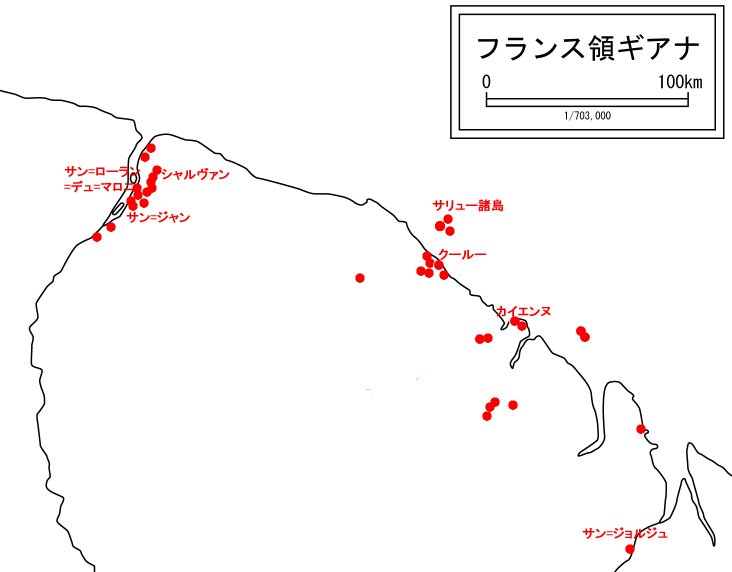
監獄・キャンプ分布図（1854~1953）

### 主要地

#### サン＝ローラン＝デュ＝マロニ
フランス領ギアナに到着した船はここで囚人たちを下した。そして彼らがそれぞれ流刑地のどの監獄やキャンプへ送られるかが決定された。ベルブノワは戦争年金の受給書を所持していたことが有利に働き、「軽労働者」とみなされた。

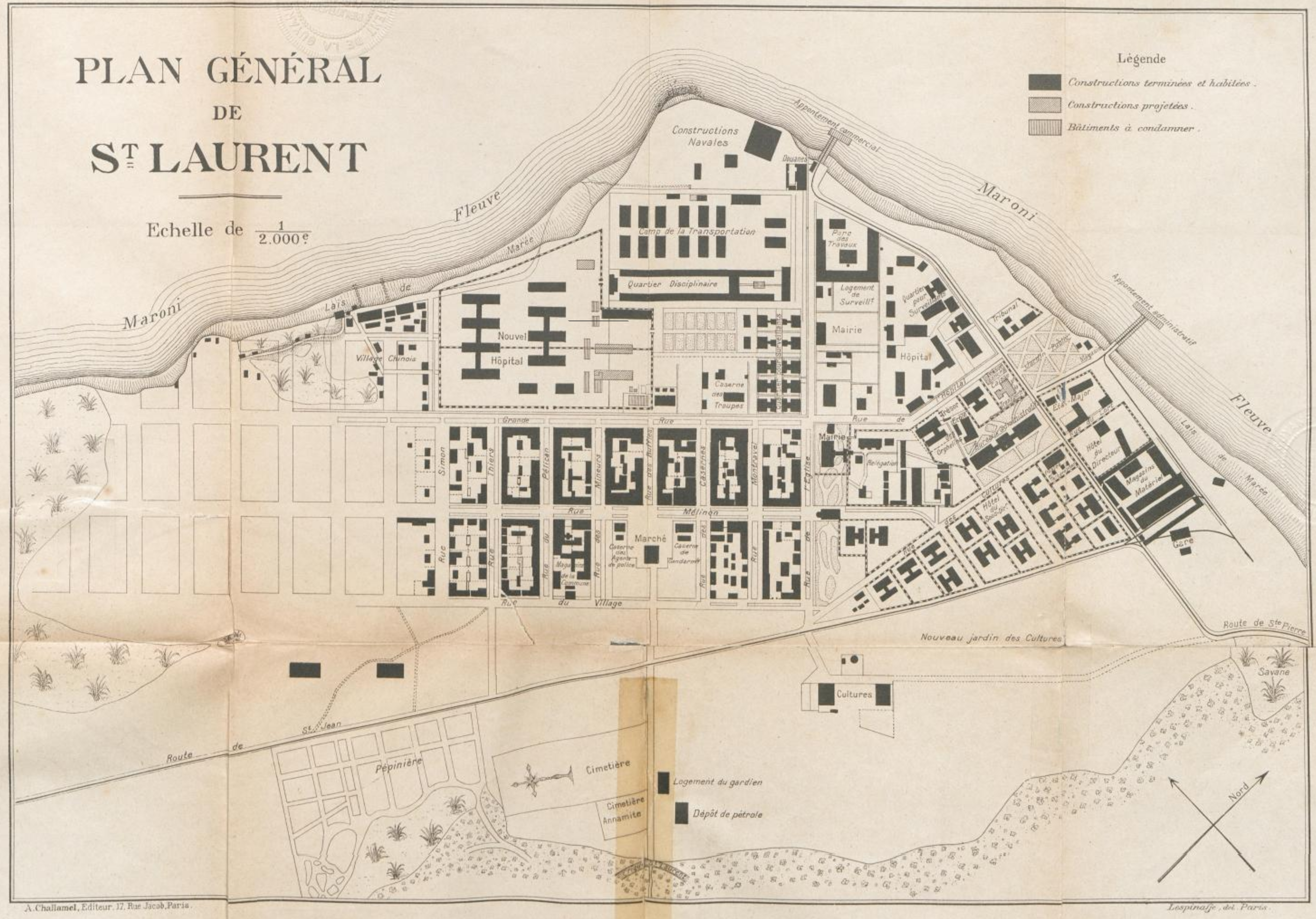
サン＝ローラン＝デュ＝マロニの全体図（1911年）

#### ヌーボー
「無能」とみなされた身体障害者の囚人たちが送られるキャンプがあった。まず初めにベルブノワはそこへ送られ、囚人が使用する帽子の工作や空き地での野菜栽培を命じられた。南米のアリに体を噛まれ熱を発症した。また、足にスナノミが寄生し一時期は立っていることも困難になった。

#### カイエンヌ
フランス領ギアナの中心地で、ここにある監獄は囚人たちが最も自由を享受できるところだった。ベルブノワは植民地総督から水路測量や行政の公文書室管理の仕事を任された。また、監獄の簿記・会計係も務めた。

#### シャルヴァン
「危険人物」とみなされた囚人たちが送られる「死のキャンプ」があった。赤痢やマラリアが蔓延している地域で、彼らは帽子だけをかぶり真っ裸でジャングルの木々を切り倒す労働を科された。ベルブノワは不当にそこへ送られたが、行政長官に請願書を送り八十日後に抜け出すことができた。

#### クールー
シャルヴァンとともに「死のキャンプ」として知られていたキャンプがあり、囚人たちは見せかけだけの道路建設に従事させられた。ベルブノワによれば、その約二十四キロメートルの道で二万四千人が死亡した。

#### ゴドベール
シャルヴァンと同じく「危険人物」とみなされた囚人たちが送られるキャンプがあった。

#### サン＝ジャン
「流刑者」を収容するキャンプがあった。一日の労働が終わると自由な活動が許された（劇場まであった）。ベルブノワによれば、1930~1935年にはそこに送られた流刑者の五十五パーセントが最初の一年で死亡した。

#### サン＝ルイ島
ハンセン病に罹った囚人たちが隔離されていた。それ以外の囚人や看守がこの島に近づくことは禁じられていた。

#### 救済島（サリュー諸島）
ロワイヤール島、サン＝ジョセフ島、悪魔島からなる三つの島の総称。

サン＝ジョセフ島（前面）、ロワイヤール島（左後ろ）、悪魔島（右後ろ）（1955年撮影）

##### ロワイヤール島
三島のうち最も大きい島で、囚人同士の殺人が最も頻繁に発生する「紅の小屋」があった。ベルブノワのほかにギヨーム・セズネックや、多くの悪名高い犯罪者たちがその小屋に閉じ込められた。

##### サン＝ジョセフ島
「監獄の中の監獄」「人食い牢」と呼ばれる独房施設があった。ベルブノワがこの島にいた時期、囚人たちは一日二十三時間そこに監禁され、食事として三日間に二日は乾いたパンと水だけしか与えられなかった。仕事は与えられず、読み物も書く物も与えられなかったため、精神に異常をきたす者が後を絶たなかった。ベルブノワはそこに監禁されている間、ひたすら独房の中を歩き回る、掃除をする、空想に浸るなどして体力と精神的安定を保っていた。

##### 悪魔島
政治犯が収容されていた島。周囲の潮流が非常に速く近づくことは困難だったため、ロワイヤール島から渡されたケーブルで囚人たちの食料が送られていた。アルフレド・ドレフュス、バンジャマン・ウルモなどがこの島で服役した。

## 脱走
出典：
※『乾いたギロチン』で語られている出来事の日付や期間は、事実と異なる点がある。

### 一度目
同じキャンプで労働させられていた若い囚人レオンスとジャングルを通って脱走した。夜明け前に二人は初めてアカホエザルの群れに遭遇し走って逃げた。マロニ川を渡ったあとにすぐ現地のインディオに捕らえられ、流刑地に連れ戻され二カ月間の独房入りを言い渡された。

### 二度目
1924年11月18日、ほかの八人の囚人（マルセイエ、バスク、マルセル、ポレッティ、ロベール、ジプシー、デデ、その他一人）とカヌーで海を渡って脱走したが、嵐と大波によって食料のほとんどすべてを失い、陸に乗り上げた。その後、バスクは船乗りの経験があると詐称し資金を出さずに脱走に参加していたことが判明したため、マルセイエによって短刀で刺殺された。
話し合いの末、彼らはフランス領ギアナへ引き返すことに決めた。
途中でジプシーが空腹に耐え切れず、食料を奪うため親友だったロベールを棍棒で撲殺した。その後、マルセルが制裁としてジプシーを短刀で刺殺した。
彼らはジャングルの中を数日歩き続け、マロニ川の岸近くで暮らすインディオの村へ到着した。しばらくしてインディオたちの知らせを受けてやってきたオランダの兵士に捕まり、フランス領ギアナへ連れ戻され、サン＝ローランの監房に閉じ込められた。

### 三度目
1927年4月、ベルブノワはアメリカのニューヨークから取材にやってきた作家ブレア・ナイルズと出会った。

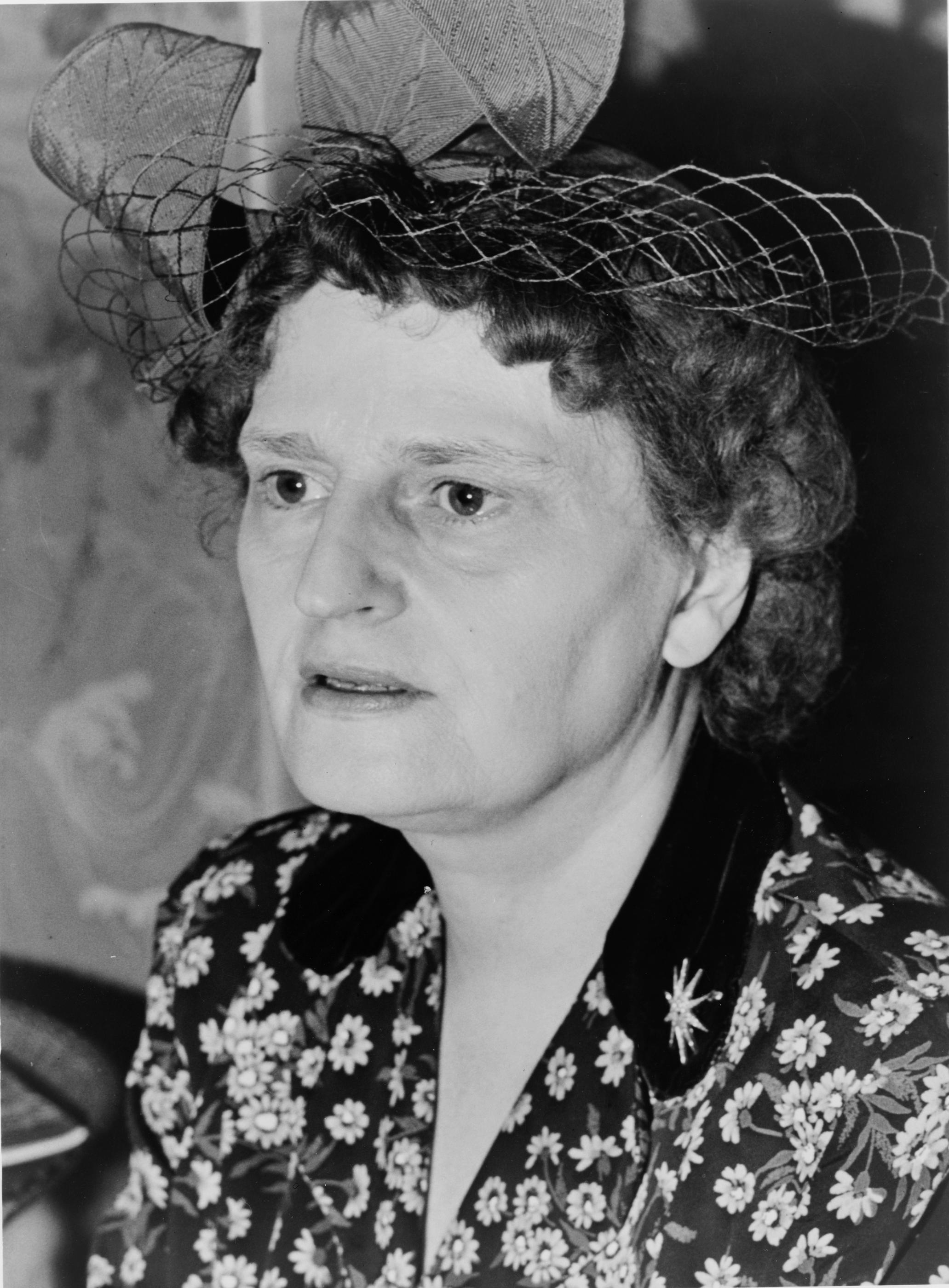
ブレア・ナイルズ（1880~1959）

流刑地について書いた記事を毎日のように彼女に届け、その度にたっぷりの原稿料をもらった。その後、ナイルズがオランダ領ギアナから出発する船便でニューヨークに帰ることを知り、彼女とともにその船に乗ってアメリカへ逃げるつもりでキャンプを抜け出した。しかし途中でオランダの警官と鉢合わせし、アルビナの警察署へ連行され、身元がばれて再び流刑地に送り返された。

### 四度目
1927年11月、カイエンヌの監獄に送られた。
1928年、ブラジルの旅券と免囚の身分証明書を手に入れ、フランスの沿岸航行船に乗ってブラジルへ脱走する計画を立てた。市民に変装して船に乗り込むことに成功するも、憲兵に捕らえられ再び監房に閉じ込められた。

#### 植民地総督シアドゥとの出会い
その後、カイエンヌにて新任のギアナ植民地総督シアドゥに行政の公文書室管理の仕事を任された。この機会を利用し、数カ月にわたって流刑地の閉鎖を訴えるための証拠集めと記事の作成に尽力した（その多くはのちに『乾いたギロチン』の原稿として使われることとなった）。
1930年9月21日、全ての刑期を終え「免囚」となった。しかし強制労働八年以上を宣告された者は法律により刑期を終えたあともフランス領ギアナに一生とどまらなくてはならなかった。同月にシアドゥ総督の特別な計らいによってフランス領ギアナを一年間離れる許可を与えられた。同年11月12日、フランス領ギアナを離れ、その後中米のパナマで庭師や洗濯屋として働いて過ごした。
1931年10月19日、自らフランスに赴いて恩赦を求める決心をし、ル・アーヴル行きの船に隠れて乗り込んだ。出港後しばらくして、船の事務長に自身の身元を明かした。同年11月2日、ル・アーヴルの港で警察に逮捕された（ベルブノワは不法入国の罪に問われるのを避けるため、自身を船上で逮捕するよう警察に頼んだ）。
1932年1月、サン＝マルタン＝ド＝レの刑務所へ移され、囚人をフランス領ギアナへ運ぶ輸送船ラ・マルティニエール号を再び待つことになった。この間、政府に恩赦を求めたが却下された（当時の仏大統領アルベール・ルブランはベルブノワを釈放するよう勧告していた）。また、実母にも再会した。
1933年9月20日、ラ・マルティニエール号に乗せられ、翌月にフランス領ギアナに到着した。
1934年1月17日、裁判にて強制労働三年を追加され、独房に閉じ込められた。

### 五度目

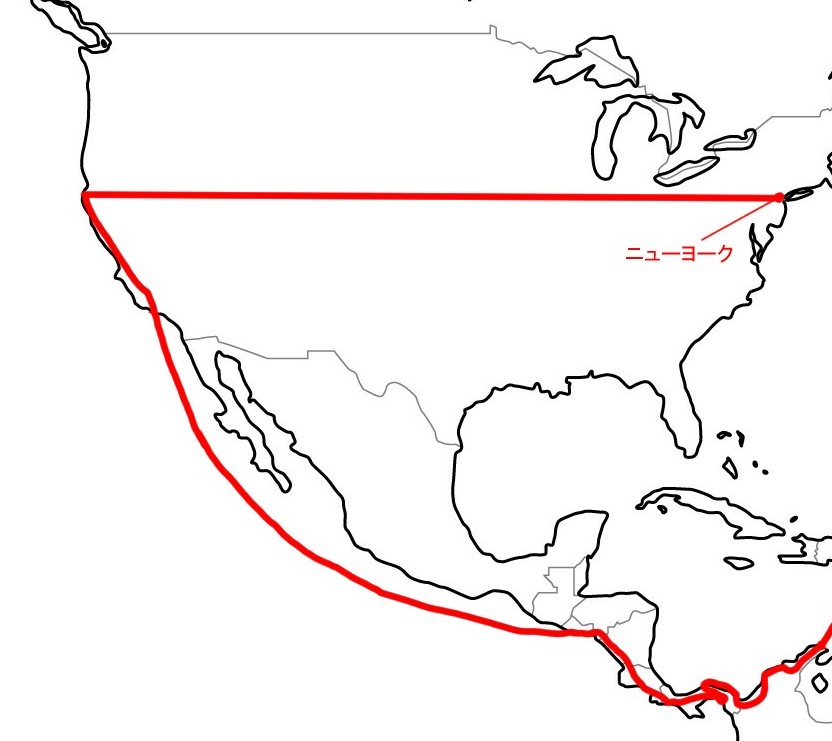
五度目の脱走の経路②

1934年11月3日、追加分の刑期を終え再び「免囚」となったが、法律により残りの生涯をフランス領ギアナで過ごさなければならなかった。加えて、免囚はサン＝ローランやカイエンヌの町に居住することを禁じられていたため、周辺のジャングルなどで自給自足して暮らさなければならなかった。
1935年5月2日、ベルブノワは仲間として五人の囚人（ダダール、キャスケット、ベベール、パナマ、シフロ）を集め、カヌーに乗って海に出た。同月12日、六人はイギリス領のトリニダード島に到着し、一週間後に警察に逮捕され、同島に到着した日から起算して十四日間の滞在を許可された。この間、ベルブノワはのちに『乾いたギロチン』の序章を執筆することになるアメリカの探検家ウィリアム・ラヴァ―ルに出会った。また、シフロは船でドイツへ向かった。同月26日、五人は新しいボートでアメリカのマイアミを目指して再び海に出た。
彼らは航海の途中で進路を見失い、コロンビアのラ・グアヒラ県沿岸に漂着した。1935年8月8日、バランキラで警察に逮捕された。その後、五人はまとめて刑務所の同じ監房に入れられ、翌年の4月にフランス領ギアナへ送り返されることとなった。
1936年（3月21日から4月2日の間）、ある日ベルブノワは一人だけ独房に移され、数時間後に刑務所から出た（所長はベルブノワを特別に釈放した。ダダール、キャスケット、ベベール、パナマは同年4月2日に船に乗せられ、フランス領ギアナへ向かった）。
そしてパナマへ向かってコロンビアを徒歩で進んでいった。途中で白人に敵対心を抱いている様々なインディオの部族と何度も遭遇したが、捕虫網を持って蝶を採集していたことが彼らの警戒心を解き、それぞれの村で寝泊りを許された。決まってインディオたちが寝静まった夜中にカヌーを盗み、海へ出て岸沿いに進んでいった。同年7月、パナマシティにたどり着いた（ここでニューヨーク・タイムズの記者に協力を得て、のちに多くの米メディアに掲載される記事を書いた）。
その後、ある人がダリエンで経営していたバナナ農園に滞在することになった。周りのジャングルで蝶を探していたときにクナ族のインディオたちと出会い、カヌーに乗って彼らの首長が住む村を訪れた。その村で若いインディオの女性と結婚し、藁ぶき屋根の家で原始的な生活を始めた。インディオたちと同じように体に模様を描き、森で狩りをし、部族の会議や儀式に参加した。そのまま死ぬまでインディオたちと残りの人生を送ることも考えたが（最終的にその村で七カ月間暮らした）、再びアメリカへ向かうことを決心し、パナマシティに戻った。
そして新聞配達のトラックに乗ってダビッドに移動した。その後コスタリカの国境を越えたが、途中で現地の警官に呼び止められた。翌日にパナマの警察に引き渡され、ダビッドの刑務所に入れられた。次の朝、県知事に呼び出されたが、懸命の説得の末に釈放された。プエルト・アルムエエスで密輸業者の貨物船に乗せてもらい、プンタレナス州の近くに降ろされた。その後、案内人を雇い、馬に乗ってニカラグアの国境へ向かった。国境近くの山を徒歩で越え、首都マナグアに到着した。そこから鉄道で無賃乗車を繰り返して再び国境を越え、ホンジュラスにたどり着いた。さらに山々を越えて谷を下り、農園に沿って歩き続けた。
エルサルバドルのラ・リベルタに着くと、港でカナダのバンクーバーへ向かう準備をしている船を見つけ、船員たちに紛れ込んで乗り込み、船倉に身を隠した。一週間後（1937年6月）、船はアメリカ合衆国カリフォルニア州のロサンゼルス（サンペドロ）に到着した。

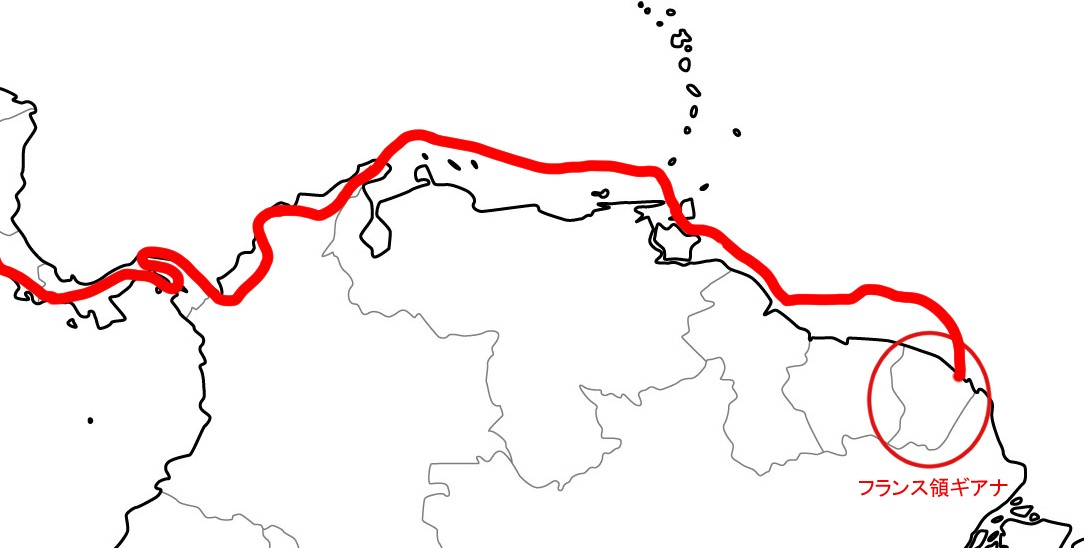
五度目の脱走の経路①

## 『乾いたギロチン』の出版
出典：
その後、ロサンゼルスにある複数の新聞社を訪れた。そしてハリウッドに向かい、コロンビア・ピクチャーズを訪れ五日間様々な取材に応じた。それからサンフランシスコに移動し、再び新聞社を回ったあと、二週間フランス料理店で皿洗いとして働いた。

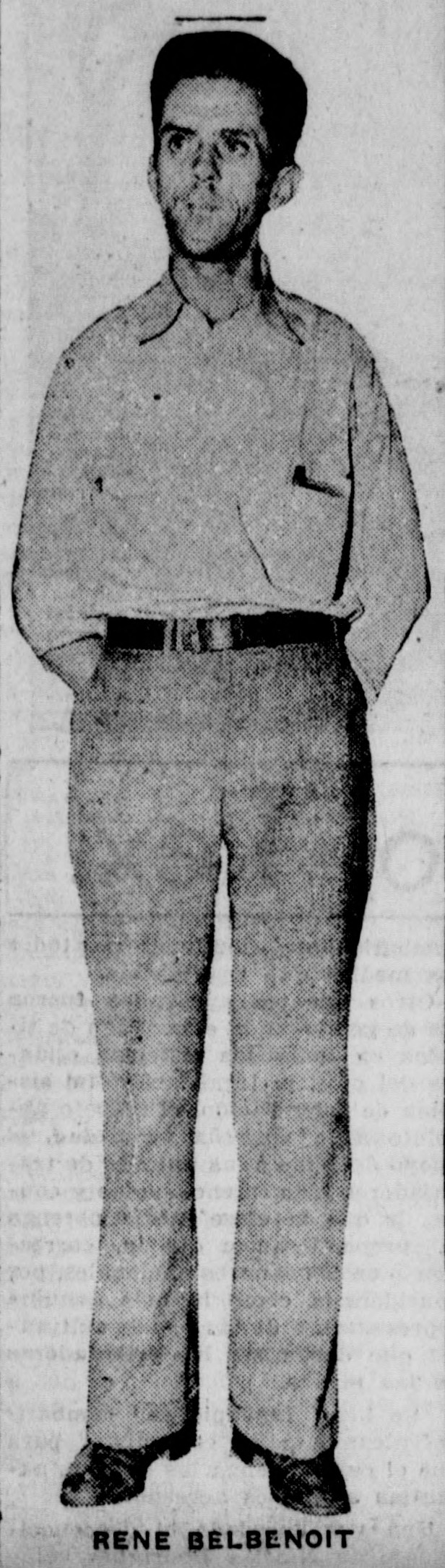
ルネ・ベルブノワ（1937年6月時点）

1937年7月、ニューヨーク・タイムズのビル内にある北米新聞連盟（NANA)のオフィスを訪ねた。
現地の歯医者が、歯をすべて失っていたベルブノワに総入れ歯を提供した。ベルブノワは不法にアメリカ合衆国に入国したが、国内の同情的な世論や友人たちの協力により一時的な滞在が許可された。
1937年12月、フランス政府へ大使館を通してフランスへの帰国許可を求める嘆願書を送るが、却下された。
1938年2月、ギアナ流刑地で作成した資料と原稿をもとに『乾いたギロチン』を出版した。
1939年12月、『Hell on Trial』を出版。同月末にアメリカ合衆国での滞在期限が失効した。
1940年1月、アメリカ合衆国を離れた。
その後、ホンジュラス、コスタリカ、パナマ、エルサルバドル、グアテマラを転々とするも、それぞれの国で現地のフランス外交当局から追跡され続けた（パナマではヴィシー政権について批判的な記事を書いていた。ドイツ領事から日本経由でのドイツへの亡命を提案されたが断った）。
1941年5月、メキシコからリオ・グランデ川を泳いで渡り再びアメリカ合衆国（テキサス州）に入った。
その後、不法入国により十五カ月の懲役（のちに減刑）を言い渡され、アーカンソー州テクサーカナの刑務所に入れられた。
1942年12月、刑期を満了し釈放された。
その後、軍隊に志願したが年齢が原因で不適格とされた。しかし、ジャングルのなかで暮らしてきた経験や知識を生かしゴムの生産を通して連合国に貢献した。
1945年、ロサンゼルスの医師であるリー・ガンパート（Lee Gumpert）と結婚し、彼女の息子ウィリアム・ガンパート（弁護士）を養子として迎えた。ウィリアムやそのほかの弁護士たち、ハリウッドのプロデューサーらや上院議員がベルブノワにアメリカ市民権を付与するよう政界に働きかけていた。
1945年9月、46年2月、駐米フランス大使がフランス政府へ再度ベルブノワの帰国許可を求める嘆願書を送るが、返答は得られなかった。
1948年7月、フランス政府に宛ててディジョンの日刊紙「Le Bien Public」に恩赦を求める公開状を投稿するが、返答は得られなかった。
1950年、カリフォルニア州のルサーン＝バレーに移り住み、牧場でカウボーイ用具店「René Ranch Store」を開いた。
1955年、アメリカのテレビシリーズ番組『This is Your Life』にゲストとして招かれ出演。
1956年1月18日、アメリカ市民権を獲得。
1959年2月、カリフォルニア州の自宅で心臓発作により死去。

## 主張
ルネ・ベルブノワは自著『Hell On Trial』(1939年12月）で、仏領ギアナの流刑地について以下のように主張している。

### 量刑分布
出典：
1852年から仏領ギアナの流刑地に送られた徒刑囚と流刑者は合計80,000人以上。
|                      | 5~8年 | 10年 | 終身刑 |
| -------------------- | ----- | ---- | ------ |
| 徒刑囚（約56,000人） | 50%   | 20%  | 30%    |

流刑者は約24,000人。
※米紙レッドウッドシティ・トリビューンの記事（1941年11月18日付）では、受刑者全体の75%が住宅侵入窃盗罪やその他軽罪であり、92%が仏領ギアナで死亡、2%がフランスに帰国したと語っている。

### 死亡率
出典：
- 徒刑囚と流刑者合わせて約80,000人のうち、88%が仏領ギアナで死亡。
- 徒刑囚約56,000人のうち、免囚[注 10]になったのは約18,000人。生きて「折返し」[注 11]を終えたのは約5,000人。
- 流刑者約24,000人のうち、約19,000人が仏領ギアナで死亡。
- 最も短い刑期である徒刑5年を宣告された者でも、9割方仏領ギアナで死ぬことになる。
- 約80,000人のうち3% が恩赦を受け、母国へ帰国する権利を得たが、そのほとんどがフランスか仏領植民地で有罪判決を受けた外国人かアラブ人である。

### 脱走囚
出典：
・大物の犯罪者は、たいてい脱走に成功する。
・徒刑囚約5,000人が脱走に成功した。その大部分は、脱走方法に精通しているプロの犯罪者たちである。また、流刑者約2,500人が脱走に成功した。アルゼンチンのブエノスアイレス、ウルグアイのモンテビデオ、ブラジルのリオデジャネイロ、バイーア州、ペルナンブーコ州、パラー州、ベネズエラのカラカス、コロンビアのバランキヤ、カルタヘナ、パナマのコロン、パナマシティ、キューバのハバナ、チリのバルパライソ、ハイチ、プエルトリコ・・・中南米やカリブ海諸国のあらゆる都市や港で仏領ギアナ流刑地から脱走した囚人たちが暮らしていた。

## エピソード
- 「私が道を踏み外したのは、社会のせいだ！」(1922年6月30日、軽罪裁判所の裁判での発言）[61]
- クナ族のインディオの村で暮らしていたとき、飼っていた犬を襲おうとしたジャガーを斧で殺した[62]。
- 脱走の途中で川を泳いで渡るとき、近くにいるワニ（アリゲーター）に襲われそうになったことはなかったと語っている[63]。

## 小説『パピヨン』（1969年）に与えた影響
出典：
ルネ・ベルブノワの生涯について調査を行ったフィリップ・シュミッツ氏は、アンリ・シャリエールの著書『パピヨン』（1969年）及び『Banco』（1972年）にベルブノワの著書『乾いたギロチン』（1938年）及び『Hell on Trial』（1939年）と非常によく似た話がいくつかあり、シャリエールがベルブノワやそのほかの囚人たちの著書や体験から着想を得て「パピヨン」という架空の人物を作ったと述べている。一方で、シャリエールとベルブノワの文体は全く異なると主張し、前者が後者の著作の一部を盗用したという説を否定している。
また、2017年に公開された映画『パピヨン』の制作では『乾いたギロチン』が資料として使われた。